# Zöbern
Zöbern là một thị xã thuộc huyện Neunkirchen trong bang Niederösterreich.